# Sammy Kaye
Pour les articles homonymes, voir Kaye.
 (juin 2019).
Si vous disposez d'ouvrages ou d'articles de référence ou si vous connaissez des sites web de qualité traitant du thème abordé ici, merci de compléter l'article en donnant les références utiles à sa vérifiabilité et en les liant à la section « Notes et références ».
Sammy Kaye (de son vrai nom Samuel Zarnocay, Jr., né le 13 mars 1910 à Lakewood, Ohio - mort le 2 juin 1987 à Ridgewood, dans le New Jersey) est un musicien, chef de groupe et un parolier.

## Biographie
Il fait ses études au lycée de Rocky River dans l'Ohio, qu'il quitte en 1927. Il étudie ensuite à l'université d'Athens dans l'Ohio. Il pouvait jouer du saxophone et de la clarinette, mais il ne s'est jamais produit comme un soliste ni pour l'un ni pour l'autre.
Chef d'un de ces groupes qu'on a appelé « sweet » pendant l'ère Big Band, il enregistre un grand nombre de disques pour Vocalion Records, RCA Victor, Columbia Records et American Decca label. Kaye est connu pour un numéro avec participation des spectateurs appelé « So You Want To Lead A Band ? » On y invitait des spectateurs sur la scène pour essayer de diriger l'orchestre, avec la possibilité de gagner des bâtons. Il est connu aussi pour sa façon de chanter des titres de chansons, qui a été imitée par Kay Kyser et Blue Barron.
Parmi ses musiciens, on compte Ralph Flanagan, Dale Cornell et Marty Oscard. Parmi ses chanteurs, on trouve Don Cornell et Nancy Norman.
Après sa mort, il a été admis dans le Big Band and Jazz Hall of Fame (en) en 1992. Pour sa contribution à l'industrie de l'enregistrement, il a son étoile sur le Hollywood Walk of Fame.

## Titres numéro 1
- Daddy - no 1 US juin / août 1941
- I'm a Big Girl Now - no 1 US avril 1946
- The Old Lamp-Lighter - no 1 US décembre 1946 / février 1947
- Harbor Lights - no 1 US novembre 1950